# Tarkacsőrű hegyitukán
A tarkacsőrű hegyitukán vagy szürkés kéktukán (Andigena hypoglauca) a madarak (Aves) osztályának harkályalakúak (Piciformes) rendjébe, ezen belül a tukánfélék (Ramphastidae) családjába tartozó faj.

## Rendszerezése
A fajt John Gould angol ornitológus írta le 1833-ban, a Pteroglossus nembe Pteroglossus hypoglaucus  néven.

## Alfajai
- Andigena hypoglauca hypoglauca (Gould, 1833)
- Andigena hypoglauca lateralis Chapman, 1923[2]

## Előfordulása
Az Andok-hegységben, Kolumbia, Ecuador és Peru területén honos. Természetes élőhelyei a szubtrópusi vagy trópusi hegyi esőerdők. Állandó, nem vonuló faj.

## Megjelenése
Testhossza 41–48 centiméter, testtömege 244–370 gramm.

## Életmódja
Gyümölcsökkel és bogyókkal táplálkozik.

## Természetvédelmi helyzete
Az elterjedési területe még nagyon nagy, de gyorsan csökken, egyedszáma is csökken. A Természetvédelmi Világszövetség Vörös listáján mérsékelten fenyegetett fajként szerepel.